# Charlie Chaplin
Sir Charles Spencer "Charlie" Chaplin (født 16. april 1889, død 25. december 1977) var britisk-amerikansk skuespiller, filminstruktør, manuskriptforfatter og komponist.
Den gængse historie er, at Chaplin blev født i London i en fattig familie med faderen Charles Spencer Chaplin Sr. og moderen Hannah Hill. MI5 konkluderede dog i 1952, at der ikke fandtes officielle dokumenter om en Charles Spencer Chaplin i Storbritannien før 1920, og Chaplin kan være født i en sigøjnerlejr i Black Path Park i Smethwick ved Birmingham.
Både Chaplin Sr. og Hannah Hill optrådte i varieteer. Kort efter Charlies fødsel forlod faderen Hannah og sine to sønner.
Karrieren blev indledt i 1894, hvor han assisterede sin moder under en optræden. I 1896 måtte hun dog opgive at passe sine to børn, som kom på børnehjem  Fra 1907 til 1913 arbejdede Chaplin med Karno Pantomime Troupe og deltog i turneer til USA og Canada. Her blev han opdaget af produceren Mack Sennett, som tilbød ham en kontrakt med Keystone Film Company. Her indspillede han sin første film Making a Living (1914), hvori han spiller arbejdsløs. Hans næste film Kid Auto Races at Venice (1914) afgjorde hans karriere. Her optræder han i hængerøvsbukser, et par sko, som er adskillige numre for store, en jakke, som til gengæld er flere numre for lille, en bowlerhat og en moustache, der er trimmet til tandbørstestørrelse. Fra 1915 skrev, instruerede og producerede Chaplin selv sine film, samtidig med, at han selv spillede hovedrollen i dem. Chaplin indspillede mere end 30 film for Keystone, inden han flyttede til Essanay Films, hvor han indspillede 15 film. Også den, som gav ham tilnavnet "the tramp" ("vagabonden"), hvor han spiller en helt, som forsøger at redde en kvinde i nød. Chaplins næste kontrakt med Mutual Film Corporation indbragte ham 10.000 USD om ugen plus bonus. Her arbejdede han 1916-1917.
The Kid kom i 1921.
I 1918 oprettede Chaplin og hans broder deres eget studie i Los Angeles, og i 1919 dannede de sammen med Douglas Fairbanks, Mary Pickford m.fl. filmselskabet United Artists. I 1925 kom klassikeren Guldfeber og året efter Cirkus. I 1931 tog Chaplin tilbage til London til premieren på City Lights, og han vendte først tilbage til USA i 1932.
Hans næste film, Moderne Tider (1936) er en af hans største successer, som måske kun overgås af Diktatoren (1940), der er en parodi på Nazi-Tyskland. Chaplin spiller dobbeltrollen som en jødisk barber, der har deltaget i 1. verdenskrig, og den onde Adenoid Hynkel, Tomanias diktator.
I 1952 kom hans nok bedst kendte talefilm Rampelys. Dette tidspunkt var netop højdepunktet for McCarthyismen, og Chaplin beskyldtes som mange andre af de amerikanske myndigheder for kommunistsympatier og blev smidt ud af landet. Derefter flyttede han til Schweiz. I denne periode indspillede han King in New York (1957) og sin sidste film Grevinden fra Hongkong (1967) med Marlon Brando og Sophia Loren, hans eneste fiasko.
I 1975 blev Chaplin adlet af dronning Elizabeth for sine fortjenester. Han døde juledag 1977 i Vevey i Schweiz og ligger begravet på kirkegården i Corsier-sur-Vevey i Vaud. To måneder senere, den 3. marts 1978, blev hans lig stjålet fra kirkegården i et forsøg på at afpresse familien penge. Afpresningsforsøget mislykkedes, og røverne blev fanget. Liget blev fundet igen 11 uger senere ved Genevesøen.

## Charlie Chaplin som komponist
Charlie Chaplin komponerede selv musikken til mange af sine film. Ligesom den berømte amerikanske komponist Irving Berlin kunne Chaplin ikke nedskrive sine kompositioner, men måtte have en assistent til at udføre nedskrivningen.
Hans mest kendte melodier er "Smile" fra Moderne Tider (1936), og "Limelight", der er temaet i filmen af samme navn (på dansk: Rampelys), (1952).
I 1916 stiftede Chaplin et selskab for at udgive sine kompositioner. Selskabets levetid var kort, men det nåede i 1916 at udgive tre kompositioner: "Oh! That Cello", »There's Always One You Can't Forget" og "The Peace Patrol March".
Chaplin citerede/anvendte – ligesom mange store klassiske komponister – i sin musik ofte dele af andre komponisters værker, således for eksempel Johannes Brahms' Ungarske Dans nr. 5 i ovennævnte "The Peace Patrol March".

## Filmografi
- 1914 Chaplins Paraply (Between Showers) (kortfilm)
- 1914 A Busy Day (kortfilm)
- 1914 Chaplin som den falske Baron (Caught in a Cabaret)
- 1914 Chaplin og Søvngængeren (Caught in the Rain) (kortfilm)
- 1914 Chaplins ulykkelige Kærlighed (Cruel, Cruel Love) (kortfilm)
- 1914 Chaplin som Skruebrækker (Dough and Dynamite) (kortfilm)
- 1914 Chaplin som Othello (The Face on the Barroom Floor)
- 1914 Chaplin i Knibe (The Fatal Mallet) (kortfilm)
- 1914 Chaplin filmer (A Film Johnnie) (kortfilm)
- 1914 Gentlemen of Nerve (kortfilm)
- 1914 Getting Acquainted (kortfilm)
- 1914 Her Friend the Bandit (kortfilm)
- 1914 His Favorite Pastime (kortfilm)
- 1914 His Musical Career (kortfilm)
- 1914 His New Profession (kortfilm)
- 1914 His Prehistoric Past
- 1914 His Trysting Place
- 1914 Kid Auto Races at Venice
- 1914 The Knockout
- 1914 Laughing Gas
- 1914 Mabel at the Wheel (kortfilm)
- 1914 Mabel's Busy Day
- 1914 Mabel's Married Life
- 1914 Mabel's Strange Predicament (kortfilm)
- 1914 Making a Living (kortfilm)
- 1914 The Masquerader (kortfilm)
- 1914 The New Janitor (kortfilm)
- 1914 The Property Man
- 1914 Recreation (kortfilm)
- 1914 The Rounders (kortfilm)
- 1914 The Star Boarder (kortfilm)
- 1914 Tango Tangles (kortfilm)
- 1914 Those Love Pangs (kortfilm)
- 1914 Tillie's Punctured Romance
- 1914 Twenty Minutes of Love (kortfilm)
- 1915 The Bank
- 1915 By the Sea (kortfilm)
- 1915 The Champion
- 1915 His New Job
- 1915 His Regeneration (kortfilm) (cameo)
- 1915 In the Park (kortfilm)
- 1915 A Jitney Elopement
- 1915 A Night Out
- 1915 A Night in the Show (kortfilm)
- 1915 Shanghaied (kortfilm)
- 1915 The Tramp
- 1915 A Woman (kortfilm)
- 1915 Work
- 1916 Behind the Screen
- 1916 Charlie Chaplin's Burlesque on Carmen
- 1916 The Count
- 1916 The Fireman
- 1916 The Floorwalker
- 1916 One A.M. (kortfilm)
- 1916 The Pawnshop (kortfilm)
- 1916 Police!
- 1916 The Rink (kortfilm)
- 1916 The Vagabond
- 1917 The Adventurer
- 1917 The Cure
- 1917 Chaplin som Politibetjent (Easy Street)
- 1917 Chaplin som Emigrant (The Immigrant)
- 1918 The Bond (kortfilm)
- 1918 Et Hundeliv (A Dog's Life)
- 1918 Shoulder Arms
- 1919 A Day's Pleasure (kortfilm)
- 1919 Paa Solsiden (Sunnyside)
- 1921 The Idle Class
- 1921 The Kid
- 1921 The Nut
- 1922 Nice and Friendly (kortfilm)
- 1922 Pay Day
- 1923 The Pilgrim
- 1923 Souls for Sale (Gæsteoptræden)
- 1923 A Woman of Paris
- 1925 Guldfeber (The Gold Rush)
- 1926 A Woman of the Sea
- 1928 Cirkus (The Circus)
- 1928 Show People
- 1931 Byens Lys (City Lights)
- 1936 Moderne Tider (Modern Times)
- 1940 Diktatoren (The Great Dictator)
- 1947 Monsieur Verdoux
- 1952 Rampelys (Limelight)
- 1957 A King in New York
- 1967 Grevinden fra Hongkong (A Countess From Hong Kong)

## Selvbiografier
- Charles Chaplin: Mit liv, barndom – ungdom (Gyldendal, 1979)
- Charles Chaplin: Mit liv (Gyldendal, 1993)